# Atomic Energy of Canada Limited
La Atomic Energy of Canadá Limited o AECL es una empresa estatal canadiense, que tiene a cargo la responsabilidad de administrar el programa canadiense de energía nuclear, incluyendo investigaciones. AECL también provee de mantenimiento, diagnósticos e informes de contaminación a la industria nuclear. Adicionalmente, AECL fabrica productos nucleares destinados a la salud, como radioisótopos, etc. También la empresa es la proveedora de un tipo de tecnología nuclear conocida como CANDU, que AECL exporta a países como Argentina, Rumanía, Corea del Sur, India y China.
- Datos: Q757601